# Leptolaimus pocillus
Leptolaimus pocillus is een rondwormensoort uit de familie van de Leptolaimidae. De wetenschappelijke naam van de soort is voor het eerst geldig gepubliceerd in 1974 door de Bovée.